# 해피 애플리
〈해피 애플리〉(ハッピーアプリ 핫피아프리[*])는 일본의 걸 그룹 X21의 세 번째 싱글이다. 2014년 9월 24일에 발매됐다. 노래의 센터 포지션은 요시모토 미유이다.

## 배경과 발매
호화 A5 사이즈 32P 포토북이 들어있는 CD판, CD+DVD판, CD판, 이벤트 장소 한정판 CD, CD+뮤직 카드의 총 5형태로 발매됐다.
〈해피 애플리〉을 부르는 선발 멤버는 전작에서 1명이 교체됐다. 마츠다 리나가 첫 선발 멤버고 들어갔다. 전작의 선발 멤버 중, 와카야마 아야노가 선발에서 제외됐다.
커플링곡 〈Best Friend〉는 멤버 전원에 따른 가창으로 뮤직비디오도 제작됐다.

## 수록곡
| #            | 제목                             | 작사          | 작곡          | 편곡  | 재생 시간 |
| ------------ | -------------------------------- | ------------- | ------------- | ----- | --------- |
| 1.           | 〈해피 애플리〉 (ハッピーアプリ) | 아오야마 미오 | 고노베 치카라 | 4:21  |           |
| 2.           | 〈Best Friend〉                  | 미라이 쇼     | 미라이 쇼     | 6:13  |           |
| 3.           | 〈해피 애플리 (Instrumental)〉   |               | 고노베 치카라 | 4:21  |           |
| 4.           | 〈Best Friend (Instrumental)〉   |               | 미라이 쇼     | 6:10  |           |
| 총 재생 시간 | 총 재생 시간                     | 총 재생 시간  | 총 재생 시간  | 21:07 |           |

| #  | 제목                                                                           | 재생 시간 |
| -- | ------------------------------------------------------------------------------ | --------- |
| 1. | 〈해피 애플리 (뮤직비디오)〉 (ハッピーアプリ (MUSIC VIDEO))                    |           |
| 2. | 〈Best Friend (뮤직비디오)〉                                                   |           |
| 3. | 〈해피 애플리 (뮤직비디오 오프샷)〉 (ハッピーアプリ (MUSIC VIDEOオフショット)) |           |

## 선발 멤버
| - 이즈미카와 미호 - 마츠다 리나 - 요시모토 미유 - 코모리야 사쿠라 | - 타나카 슈리 - 나가오 마미 - 이가시라 마나미 - 시라토리 하스미 | - 카미나구치 호노카 - 야마키 코하루 - 스에나가 마이 - 오자와 나나카 |